# Teresa Juvé Acero
Teresa Juvé Acero   (Madrid, 7 de febrer de 1921 - Esclanyà, 18 de març de 2025), que signa Teresa Juvé, fou una pedagoga i escriptora catalana d'origen madrileny.

## Biografia
De pare català i mare madrilenya, va estudiar a la Institución Libre de Enseñanza i després a l'Institut-Escola Ausiàs Marc de Barcelona. Establerta al Baix Empordà durant la guerra civil espanyola, en acabar el conflicte hagué d'exiliar-se amb la seva família i fou retinguda en un refugi de dones del centre de França. Més tard, la seva família es va instal·lar a Tolosa de Llenguadoc, on va ser enllaç de la Resistència francesa i on va estudiar llengua i literatura occitana. Poc després es va casar amb el polític socialista català Josep Pallach i s'establí a París, on es llicencià en filologia i literatura comparada i fou professora de filosofia i lletres.
El 1963, encoratjada pel seu marit, es va presentar al Premi Nadal, on va quedar finalista amb la novel·la La charca en la ciudad, que es publicaria a l'Argentina. El 1970 tornà a Catalunya i s'establí a Roses, on fou professora al seu Institut de batxillerat juntament amb el seu marit, amb qui col·laborà en la seva lluita política. A la mort del seu marit es va establir a Esclanyà.
Ha escrit nombrosos llibres sobre la història de Catalunya del segle XVI amb un estil proper al d'Arthur Conan Doyle i sobre la memòria dels exiliats.
El 2010 va rebre la Creu de Sant Jordi. L'any 2018 va rebre el Premi Memorial Francesc Macià. El 7 de febrer del 2021 va celebrar el seu centenari presentant una nova novel·la, El degollador de Vallvidrera, i encara va dir que tenia dos llibres més en preparació.

## Obres[6]
- La charca en la ciudad (1963)
- Pèire Godolin: Un poeta occitano en la Francia del siglo XVII (tesi doctoral, 1976)
- El último guerrero (1986)
- Concierto y desconcierto de Moerico el Joven (1989)
- Pascualín y el extraño bosque de hayas (1991)
- La noia de la bicicleta: Llibre-quadern (1992)
- Un crim a l'armada invencible: Les investigacions del portantveus Plagumà (1997)
- La Commedia dell'arte sota sospita: Les investigacions del portantveus Plagumà (2000)
- Els assassins eren més d'un: Les investigacions del portantveus Plagumà (2002)
- Juguesca mortal: Les investigacions del portantveus Plagumà (2002)
- L'aiguamort a la ciutat: Memòria d'exili (2005)
- La trampa: El perillós retorn de Jaume Plagumà, portantveus del rei (Meteora, 2014)
- Tu ets jo. Autobiografia (Meteora, 2015)
- L'arbre trencat (sèrie Jaume Plagumà, portantveus del rei, Meteora, 2019)
- El degollador de Vallvidrera (sèrie Jaume Plagumà, Meteora, 2021)
- La ruta de la mort (sèrie Jaume Plagumà, Meteora, 2021)
- Morts al peu del Reial Alcàsser (sèrie Jaume Plagumà, Meteora, 2022)

## Homenatges
Un tren de Ferrocarrils de la Generalitat de Catalunya duu el seu nom. A més, l'estació de Provença acull una exposició sobre l'escriptora.
L'any 2021 es va celebrar l'any Teresa Juvé. En el marc d'aquesta celebració la Institució de les Lletres Catalanes, en col·laboració amb el Servei de Biblioteques de la Generalitat de Catalunya, va organitzar una exposició itinerant retrospectiva.